# Цивьян, Юрий Гаврилович
Юрий Гаврилович Цивьян (род. 7 августа 1950, Рига, Латвийская ССР) — советский и латвийский историк и теоретик кинематографа, специалист по раннему мировому (Чаплин), российскому (Старевич, Чардынин, Евгений Бауэр) и советскому кино (Эйзенштейн, Дзига Вертов).

## Биография
Родился  7 августа 1950 года в Риге в семье писателя Гавриила Цивьяна. В 1972 году окончил английское отделение филологического факультета Латвийского государственного университета.
Работал в Институте фольклора, литературы и искусства Латвийской Академии наук, в Рижском музее кино.
В 1983 году защитил диссертацию на соискание ученой степени кандидата искусствоведения по теме «Становление понятия монтажа в русской киномысли 1896–1917 годов». 
В 1993–1996 годах – научный руководитель Национальной латвийской синематеки. Читал лекционные курсы по истории и семиотике кино в университетах Стокгольма, Лос-Анджелеса, Амстердама и др.
С 1996 года — профессор Чикагского университета.
Член организационного комитета Тыняновских чтений, член редакционной коллегии Тыняновских сборников.

## Монографии
- Становление понятия монтажа в русской киномысли 1896—1917 годов: диссертация ... кандидата искусствоведения: 17.00.03. — Рига, 1983. — 214 с.
- Silent Witnesses: Russian Films, 1908—1919 / Research and co-ordination  Yuri Tsivian. – Britisch Film Institute London, 1989. – 621 p.
- Историческая рецепция кино: кино в России, 1895—1930. Рига, 1991
- Диалог с экраном / Юрий Лотман, Юрий Цивьян. — Таллинн: Александра, Cop. 1994. — 214 с.
- Early Cinema in Russia and its Cultural Reception. London; Chicago, 1994 (переизд. 1998)
- «Ivan the Terrible». London, 2002
- Великий Кинемо. Каталог сохранившихся игровых фильмов России. 1908—1919 гг. М., 2002 (с коллективом авторов)
- Lines of Resistance: Dziga Vertov and the Twenties. Pordenone, 2004
- На подступах к карпалистике. Движение и жест в литературе, искусстве и кино. — Москва: Новое лит. обозрение (НЛО), 2010. — 327, [2] с.
- Кинематограф в Петербурге 1896—1917. Кинотеатры и зрители / Анна Ковалова, Юрий Цивьян. — Санкт-Петербург: Мастерская СЕАНС, 2011. — 236, [1] с.